# Брюс Літтл
Брюс Літтл (англ. Bruce A. Little) - професор, викладач, спікер СЄЛФ, християнський філософ та апологет, народився 30 квітня 1945 року у США.

## Освіта

### Основна
Бакалаврат - релігійна освіта, 1981  
Магістратура - апологетика і філософія, 1985, Liberty University
Магістратура - релігієзнавство,1998, Liberty University
Докторантура, 1992, Dmin - Філософія 
Докторантура, 2000, Ph.D - Філософія

### Додаткова
1979, 1981 - Історична географія Землі обітованої - Summer Undergraduate/Graduate Programs, Institute of Holy Land Studies, Jerusalem, Israel
1989 (осінь) - Американське християнство - University of North Carolina (Graduate), Chapel Hill, NC
1990-1991 - Американське християнство - Duke Divinity School, Durham, NC                           
1995 (Літо) - Інтенсивний курс з біоетики, Trinity Evangelical Divinity School, Deerfield, IL 

## Професійний досвід
1998 - 2000 - асистент викладача доктора Л. Русі Буш в Southeastern Baptist Theological Seminary
1999 - 2001 - ад'юнкт-професор - філософії релігії, Southeastern Baptist Theological Seminary, Wake Forest, NC 
З 2001 - старший викладач філософії, Southeastern Baptist Theological Seminary, Wake Forest, NC (читав предмети: Апологетика; Релігійна Епістемологія; Християнська віра і мистецтво; Проблема зла; Християнський вступ у філософію)
2005 - 2008 - заступник декана теології, Southeastern Baptist Theological Seminary
2008 - 2011 - служив у виконавчій раді Євангельського філософського товариства
2010 - по теперішній час, ад'юнкт-професор філософії TCMI Відень, Австрія
2011 - по теперішній час, директор збірки Francis A. Schaeffer в бібліотеці SEBTS
2012 - по теперішній час, Організатор мережі європейських філософів спільно з Європейським Лідерським Форумом  
2014 - по теперішній час, Директор Cambridge Scholars Network, Cambridge, England

## Публікації

### Книги
- Contributed a chapter to: God and Evil, eds. Chad Meister and James Dew (InterVarsity Press, 2013).   Написано  розділ: Бог і зло, під. ред. Chad Meister and James Dew (InterVarsity Press, 2013)
- Defending the Faith and Engaging Culture: Essays in Honor of Dr. L. Russ Bush (editor) (Broadman & Holman)-2011)   Захищаючи віру і Залучення в культуру: Есеї на честь доктора Л. Русі Буша (редактор) (Broadman & Холман) - 2011)
- Francis A Schaeffer: A Mind and Heart for God, (editor) P & R Publishing (2010)  Френсіс Шеффер: Розум і серце до Бога, (редактор) P & R Publishing (2010)
- God, Why this Evil? (Hamilton Books, 2010)  Бог, чому це зло? (Hamilton Books, 2010)
- Contributed to: Whosoever Will:  A Biblical-Theological Critique of Calvinism (Broadman & Holman, 2010)), and  Evidence for God: 50 Arguments for Faith from the Bible, History, Philosophy, and Science, William A. Dembski and Michael R. Licona, eds. (Baker, 2010)  Написано  розділ: Хто хоче: Біблійна богословська-критика кальвінізму (Broadman & Холман, 2010)), і Докази існування Бога: 50 Аргументів для Віри з Біблії, історії, філософії, Вільям А. Дембскі і Майкл Р. Licona, ред. (Бейкер, 2010)
- A Creation-Order Theodicy: God and Gratuitous Evil (University Press of America, 2004)  Теодицея створенного порядку: Бог і безпричине зло (University Press of America, 2004).
- The Importance of Religious Values for Cultural Development.   Authored with Dr. Felix Lazarev Chair of the Department of Philosophy at Tavricheskiy National University in Simferopol,  Ukraine). Russian Only   Важливість релігійних цінностей для культурного розвитку. У співавторстві з доктором Феліксом Лазарєв завідувача кафедри філософії в Таврійському національному університеті в Сімферополі, Україна). тільки російська
- Two articles (Thomas à Kempis and A Course In Miracles) for InterVarsity’s New Dictionary of Christian Apologetics, 2005  Дві статті (Thomas à Kempis and A Course In Miracles) та InterVarsity’s New Dictionary of Christian Apologetics, 2005.
- Religion for Life - Authored with Anatoliy S. Filatov, Head of the Center of Ethnic-Social Research attached to the Chair of Political Science and Sociology of the Tavricheskiy National University, Simferopol, Ukraine. Publishing date: Summer of 2003 (Russian only).  Релігія для життя - у співавторстві з Анатолієм С. Філатовим, керівником Центру етнічних-соціальних досліджень, прикріпленої до кафедри політології та соціології Таврійського національного університету, Сімферополь, Україна. Дата публікації: Літо 2003 (тільки російською).
- Religious Epistemology: Problems and Spirit - Authored with Dr. Felix Lazarev Chair of the Department of Philosophy at Tavricheskiy National University in Simferopol,  Ukraine) June 1999. (Russian only)  Сучасна епістемологія: дух і проблеми. - Сімферополь: Вид-во «Таврида», 1999. - 176с. (співавтор Брюс А. Літтл) (тільки російською).
- The Many Sides of Man. Authored with Dr. Felix Lazarev Chair of the Department of Philosophy at Tavricheskiy National University in Simferopol,  Ukraine; Simferopol  University. June 2001 (Russian only) Багатомірна людина. Вступ в інтервальну антропологі. - Сімферополь: Вид-во «Сонат», 2001. - 261с. (співавтор Брюс А. Літтл) (тільки російською)

### Статті
- "Френсіс Шеффер А.", Credo magazine, September 2012
- "Френсіс Шеффер А.",The Gospel and Culture, Cambridge, England. May 2010
- "Може справедливість існувати окремо від Істини?" Drept Şi Societate, Universitatea “Constantin Brancuşi” Din Targu-Jiu. Facultatea De Ştiinte Juridice. Nr, Tagu Jiu, Romania.2/2/2007
- "Необхідність релігійних цінностей культурної стабільності" Filosofie, Analele Universitǎţii Craiova, Nr.19/2007.
- "Християнська освіта, війна світоглядів і постмодерний виклик", Journal of Evangelical Theological Society Fall 1997.
- Релігійна епістемологія: християнська точка зору - Опубліковано в Сімферополі, Україна, травень 1996.
- "Філософські міркування з християнської моралі" Ethics & Medicine, Spring 1996.
- Дисертації та дипломні роботи:
- "Апологетика і апостол Павло в книзі Дії Святих Апостолів." Магістерська дисертація. Liberty University 1985,  University Library.
- "Довідник з апологетики." Докторський дисертаційний-проект, 1992.  Columbia International University - Columbia Biblical Seminary, University Library.
- "Критичний аналіз сучасних концепцій ''Творця-добра", Теодицеї з особливою увагою до безпричинного зла. "Докторська дисертація , 2000. Southeastern Baptist Theological Seminary, Seminary Library.